# Аташехир
Аташехир (тур. Ataşehir) — район провинции Стамбул (Турция), фактически город-спутник Стамбула. Расположен в азиатской части Стамбула, в районе стыка автодорог O2 и O4. 
В Аташехире активно ведётся многоэтажное жилищное строительство. Текущие планы предусматривают строительство 18 тысяч кондоминиумов, рассчитанных на 80 тысяч жителей с высокими доходами. Кроме того, в Аташехире расположены офисы многих компаний, и город представляет собой деловой центр. В городе также имеются возможности для отдыха, в частности, занятий спортом.
В Аташехире нет индивидуальных домов, и их строительство не планируется.
Район построен по единому плану. Главной осью города является бульвар, Аташехир Бульвари. В Аташехире есть пять школ, два торговых центра, а также большое количество различных обслуживающих предприятий. При строительстве были запланированы в достаточном количества места для парковки автомобилей, как на подземных парковках, так и на наземных. При этом Аташехир рассчитан на жителей, имеющих собственные машины, поэтому общественный транспорт в районе мало распространён.